# Mompha raschkiella
Mompha (Psacaphora) raschkiella – gatunek motyli z podrzędu Glossata i rodziny Momphidae.
Gatunek ten opisany został w 1839 roku przez Philippa Christopha Zellera jako Elachista raschkiella.
Motyl o brunatoczerwonych tułowiu, tegulach i głowie, z wyjątkiem złotego czoła. Głaszczki wargowe zwykle brunatnoszare. Na ciemnobrunatnych przednich skrzydłach o rozpiętości od 7 do 11 mm obecny pomarańczowy i biały deseń. Tylnych skrzydła i strzępiny obu par brunatne.
Gąsienice minują liście wierzbownicy kosmatej i wierzbówki kiprzycy.
Owad znany z większej części Europy, z wyjątkiem Półwyspu Iberyjskiego.